# コンスタンディノス・デメルジス
コンスタンディノス・デメルジス（ギリシャ語：Κωνσταντίνος Δεμερτζής、英語：Konstantinos Demertzis、1876年11月7日 - 1936年4月12日）は、ギリシャ王国の政治家。首相を務めた。

## 生涯
1876年11月7日にアテネに誕生した。アテネ大学とミュンヘン・ルートヴィヒ・マクシミリアン大学で法学を学び、1928年にアテネ大学法学部の親族法の教授になった。
彼の政治生涯は1910年にギリシャ議会選挙で当選したことで始まった。ギリシャ第二共和政成立後の1924年に他の多くの政治家と同じく政党を結成したが、短期間で解散した。
1935年11月30日に国王ゲオルギオス2世がデメルジスを暫定首相に任命し、デメルジスはさらに外相、戦争相、海軍相を兼任した。しかし、比例代表制で行われた選挙では王党派が143議席・共和派が141議席とそれぞれ4割強の議席を得て、15議席を得た共産党がキャスティングボートと化してしまった。共産党との協調を選ぶ各政党の姿勢に対して陸軍の不満が燻る中、デメルジスは有効な対策を打ち出せないまま、1936年4月13日に心臓発作で死亡した。